# Prossima fermata: l'inferno
(citazione dal film)
Prossima fermata: l'inferno (The Midnight Meat Train) è un film del 2008 diretto da Ryūhei Kitamura, tratto dal racconto Macelleria mobile di mezzanotte di Clive Barker, contenuto nella raccolta Infernalia (Books of Blood - Volume One).
In Italia il film è stato distribuito dalla Universal Pictures direttamente in DVD ed in seguito è stato trasmesso in televisione con il titolo Il killer della metropolitana.

## Trama
Il film si apre con una macabra sequenza di un uomo da solo in un vagone della metropolitana, il quale cerca di scappare da qualcosa ma che finisce per scivolare su una pozza di sangue, il tutto mentre il treno prosegue in un viaggio claustrofobico. L'attenzione si sposta su Leon Kauffman, un fotografo che ama scattare foto in giro per la sua città, soprattutto di notte, al fine di catturarne l'anima più autentica. Dopo una carriera trascorsa abbastanza in sordina, grazie all'intercessione della sua compagna e di un amico in comune dei due (Jurgis), Leon riesce ad ottenere un colloquio con la proprietaria di un'importante galleria d'arte, a sua volta amica di Jurgis. La donna riconosce in lui del talento, tuttavia lo sprona ad osare di più e fare scatti più coraggiosi se vuole un posto nella sua galleria.
In seguito a questo ammonimento, Leon decide di andare immediatamente a caccia di fotografie: per strada si imbatte in tre ragazzi loschi, e seguendoli li sorprende mentre stanno per violentare un'attraente ragazza dai tratti asiatici. Dopo aver scattato alcune foto, Leon riesce a sventare la violenza richiamando l'attenzione dei tre criminali e facendo notare loro la presenza di una telecamera. La ragazza ringrazia il fotografo con un bacio sulla bocca e prende la metropolitana: ad attenderla c'è tuttavia un energumeno che la colpisce a morte con un pesante martello. Il giorno dopo, mentre Leon è nel locale in cui lavora la sua compagna Maya intento a chiedere un pasto vegano al proprietario, l'uomo scopre dai giornali che la ragazza è morta: Leon si reca allora dalla polizia e mostra le foto scattate ad una poliziotta, il cui atteggiamento appare tuttavia poco collaborativo. Qui scopre che la ragazza era una famosa modella: per questo la poliziotta sospetta che lui abbia scattato quelle foto per rivenderle.
A questo punto, Leon torna dalla proprietaria della galleria e riesce a sorprenderla fortemente con il suo nuovo lavoro: lei gli annuncia di avere in programma una mostra a breve, e gli promette un posto in galleria qualora fosse in grado di portare altre due foto di quella qualità. Nell'immediato, questa buona notizia dà un ottimo sprint alla vita di coppia di Leon e Maya: tra i due scatta una maggiore intesa sessuale e vi è addirittura una proposta di matrimonio. Quella notte, Leon si reca allora di nuovo in metro, proprio mentre nel frattempo si sta consumando il massacro di due uomini e una donna: senza rendersene conto Leon intercetta proprio il killer, e notando il suo strano carisma inizia a scattargli foto.
Questi se ne accorge, e la sua reazione non è delle migliori. Dopo aver notato che quello stesso uomo era anche in una delle foto scattate alla sventurata modella, Leon si fa prendere dalla smania, indagando negli oscuri meandri della metro. Scoprirà numerose altre sparizioni strane riconducibili alla metropolitana e ad un misterioso macello presso cui lo strano uomo lavora. Leon tenta di seguire il killer su un treno ma viene fermato da un poliziotto. Proprio su quel treno avviene un terzo omicidio: un uomo di colore ed abile nel combattimento mette tuttavia a dura prova il killer, costringendo un macchinista complice ad intervenire con un'arma da fuoco; dalla loro conversazione si deduce che tra i due è proprio il macchinista a comandare. Leon presenta i suoi risultati alla polizia, ma di nuovo ottiene una scarsissima collaborazione; Leon si infiltra allora nel macello, dove scopre indicibili mezzi di tortura che gli sembrano eccessivi anche per un macello: qui viene notato proprio dal killer, che lo insegue armato.
Alla fine Leon riesce a scappare, ma non senza spaventarsi molto; a questo punto, Maya gli chiede di frenare sulla sua nuova ossessione e di concentrarsi sulla mostra, o quantomeno di concentrarsi su di lei e sulla loro storia, sulle cose che lo rendono felice. Leon prova a scattarle delle foto di nudo integrale, ma non ci riesce: la sua mente ritorna sempre sulle persone fotografate in quei giorni, e così entrambi crollano. La notte successiva, Leon segue il killer nella metropolitana: qui lo sorprende a macellare un malcapitato sul misterioso treno teatro dei delitti. Ne nasce una colluttazione durante la quale Leon perde i sensi. Si risveglierà la mattina dopo in una stazione abbandonata nei pressi del mattatoio, privo della macchina fotografica: tornato a casa da una terrorizzata Maya, Leon scopre di aver degli strani simboli incisi sull'addome. A questo punto Maya vorrebbe chiamare il 911, ma Leon glielo impedisce: sa che lo prenderebbero per pazzo.
A questo punto, Maya e Jurgis si recano nella stanza d'albergo dove vive l'assassino per recuperare la macchina fotografica: qui scoprono un documento che prova in maniera inconfutabile che quel mattatoio sta dietro a varie sparizioni: i due sono costretti tuttavia a separarsi dall'arrivo del killer, il quale riesce a catturare soltanto Jurgis. Maya si reca dunque alla polizia per denunciare quanto accaduto, ma viene trattata alla stregua di una criminale dalla stessa poliziotta con cui aveva parlato Leon, che le contesta sia l'introduzione in una proprietà privata che il furto di un cosiddetto "cimelio di famiglia" - ossia il documento che provava il collegamento fra mattatoio e sparizioni. A questo punto la donna prende la pistola appartenente al gestore della tavola calda presso cui lavora come cameriera, custodita nel locale stesso e, dopo aver affrontato nuovamente la poliziotta, che sembra collusa con gli assassini, si reca sul treno degli omicidi. Qui scopre la presenza di un vagone dove i cadaveri delle vittime, ed il corpo del moribondo Jurgis, sono stati appesi come se fossero carcasse di animali macellati: anche Leon è lì, che osserva tutto dalla banchina, e così salta a bordo del veicolo per salvare la sua compagna.
A questo punto c'è una lotta furiosa fra i tre, al termine della quale il treno si arena in una stazione abbandonata al di sotto del mattatoio: qui interagiscono con lo strano macchinista, che gli intima semplicemente di allontanarsi dalla carne. All'esterno del veicolo, i tre scoprono la presenza di creature mostruose che si nutrono della carne: a questo punto lo stesso assassino con cui hanno combattuto si rianima, ed in questo modo Leon e Maya si rendono conto che nemmeno lui e il macchinista sono propriamente umani. In seguito ad un'altra lotta, Leon scopre che queste creature esistono dalla notte dei tempi e che è necessario nutrirle per mantenere l'ordine cosmico: sconfitto il precedente killer, adesso è lui a ricevere un'iniziazione e il compito di svolgere quel ruolo. Il macchinista uccide dunque Maya, asporta la lingua a Leon e lo obbliga a nutrirsi del cuore della donna: tale rito lo trasformerà nel nuovo Mahogany (questo era il nome del killer), pronto a portare avanti il compito di sfamare le creature mostruose.

## Produzione
Inizialmente il film doveva essere diretto da Patrick Tatopoulos nel 2005, con riprese già previste tra New York e Montréal. Nel 2006 Tatopoulos lascia la produzione del film e viene sostituito da Ryūhei Kitamura. A causa dei costi proibitivi delle riprese nella città di New York, la produzione ha optato per location più economiche, come Los Angeles e la sua metropolitana. Le riprese hanno avuto inizio ufficialmente il 17 marzo 2007, con un budget di circa 15 milioni di dollari.

## Distribuzione
Inizialmente doveva essere distribuito nelle sale statunitensi il 16 maggio 2008, ma l'uscita fu posticipata. Il film debutta ufficialmente nelle sale il 1º agosto 2008 con un numero limitato di copie, con la programmazione di un'imminente distribuzione per il mercato home video. La prima mondiale del film è avvenuta il 19 luglio 2008 al Fant-Asia Film Festival.
Clive Barker si è arrabbiato ed ha protestato vivacemente con la Lionsgate per il trattamento riservato al film, ai tempi estremamente concentrata sulla promozione di The Strangers.

## Accoglienza

### Incassi
Al botteghino, il film ha incassato 3,5 milioni di dollari, un risultato magro determinato principalmente da una distribuzione che ha privilegiato il mercato home video.

### Critica
Il film ha ricevuto critiche perlopiù positive: su Rotten Tomatoes ha ricevuto infatti il 72% degli apprezzamenti sulla base di 32 recensioni.

## Riconoscimenti
- 2009 - Festival internazionale del film fantastico di Gérardmer
  - Premio del pubblico
  - Premio della giuria sci-fi